# Mürren
Mürren – miejscowość w Szwajcarii, w dystrykcie Interlaken-Oberhasli, w kantonie Berno. Mürren należy do gminy Lauterbrunnen. Według ostatniego spisu ludności (grudzień 2009) miejscowość tę zamieszkuje 418 osób. Mürren leży na wysokości 1650 m n.p.m. u stóp takich szczytów Alp Berneńskich jak Schilthorn, Jungfrau, Mönch czy Gspaltenhorn. Mürren ma też połączenie kolejowe z Lauterbrunnen dzięki Bergbahn Lauterbrunnen–Mürren.
W tej miejscowości odbyły się Mistrzostwa Świata w Narciarstwie Alpejskim 1931 oraz Mistrzostwa Świata w Narciarstwie Alpejskim 1935.

## Galeria

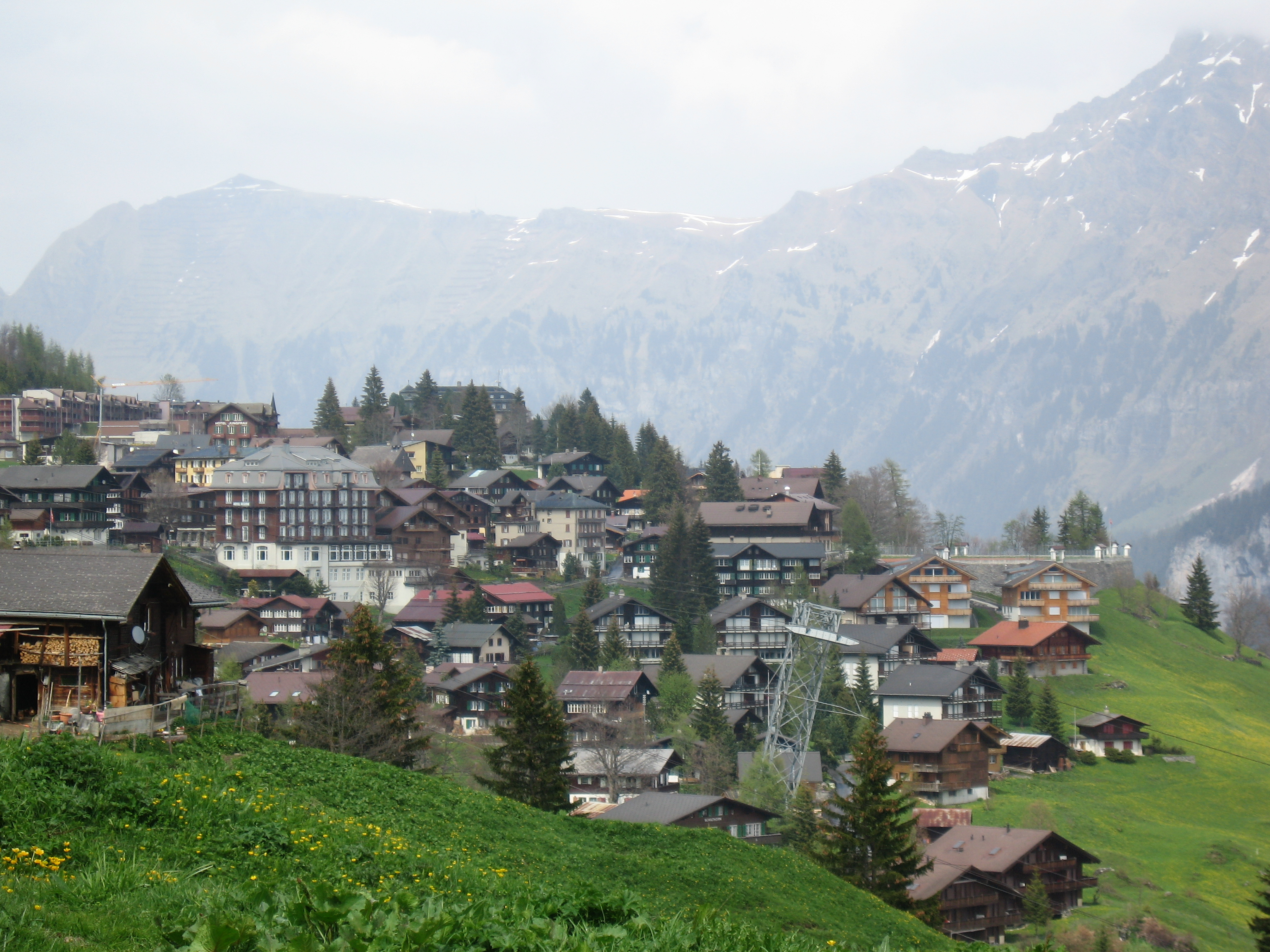
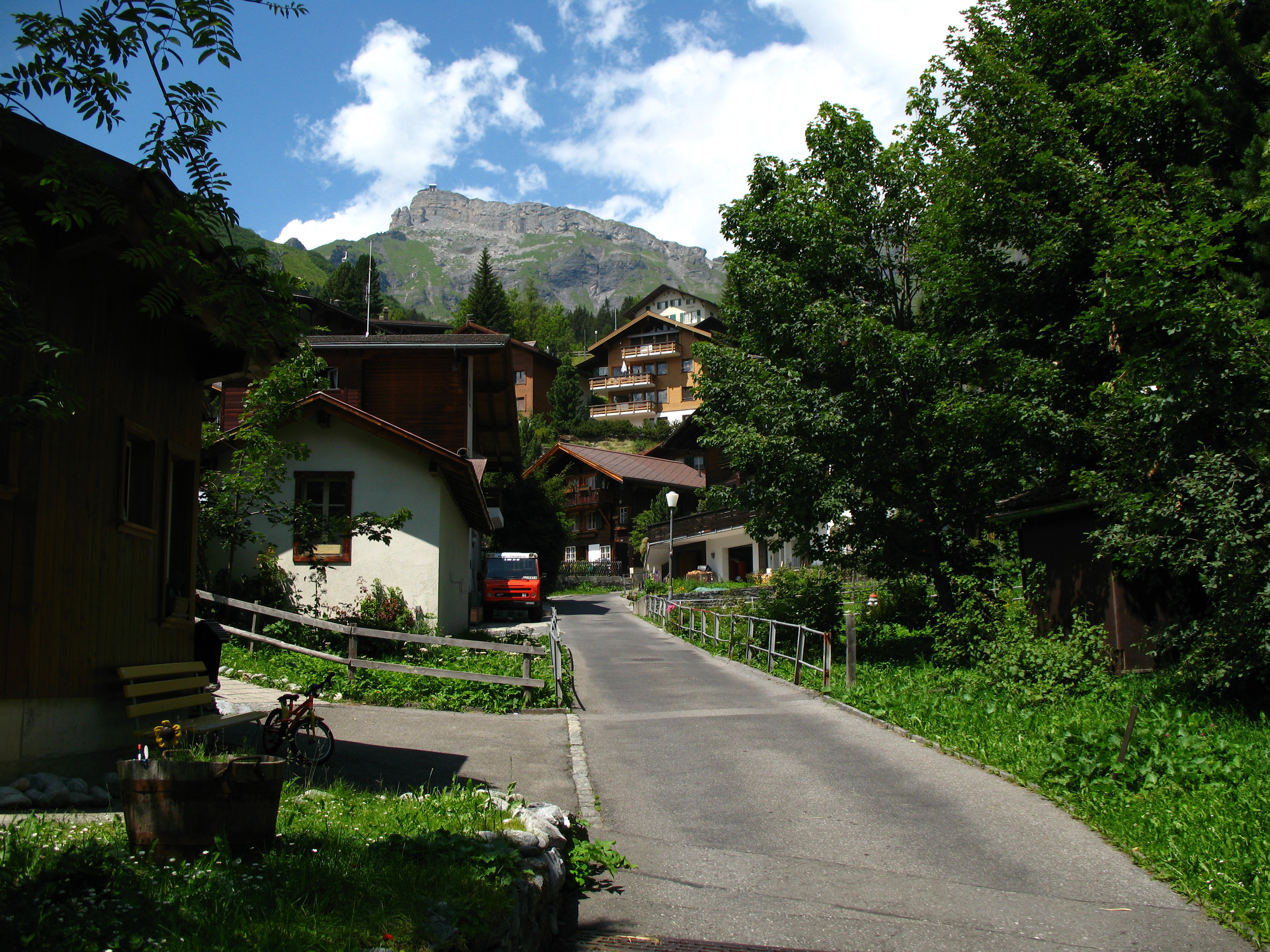
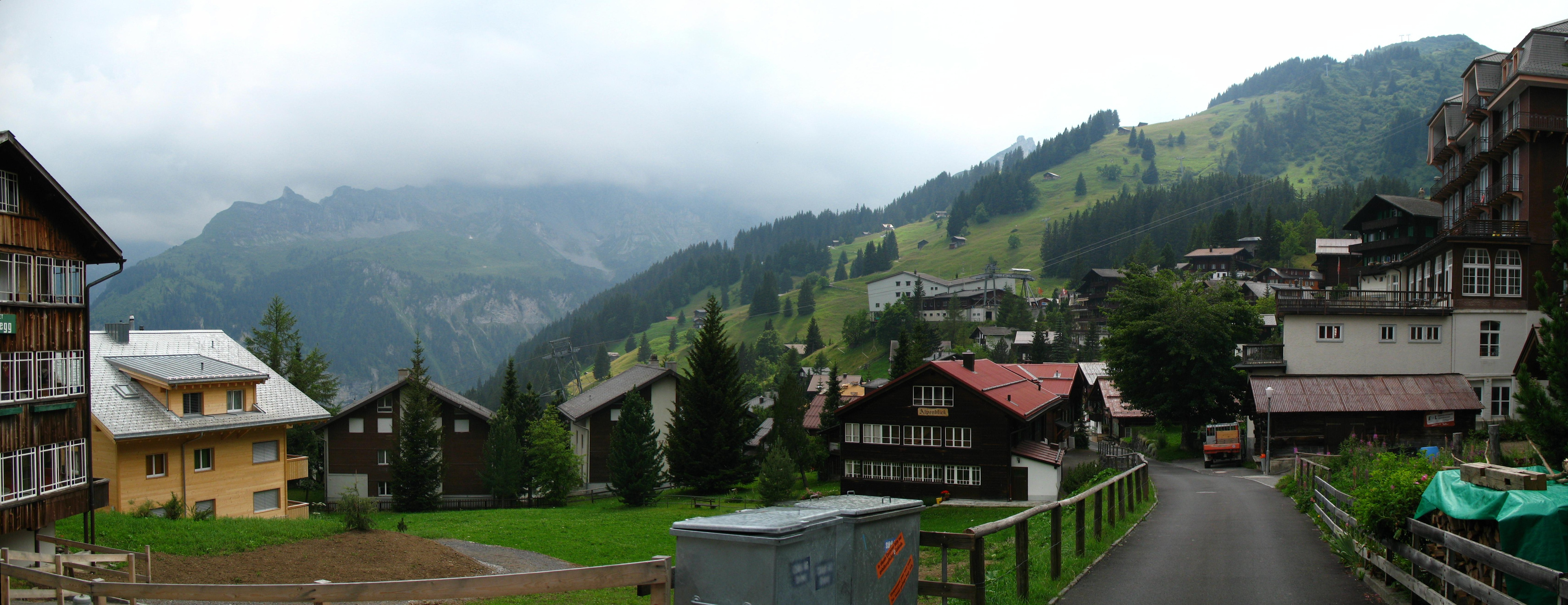
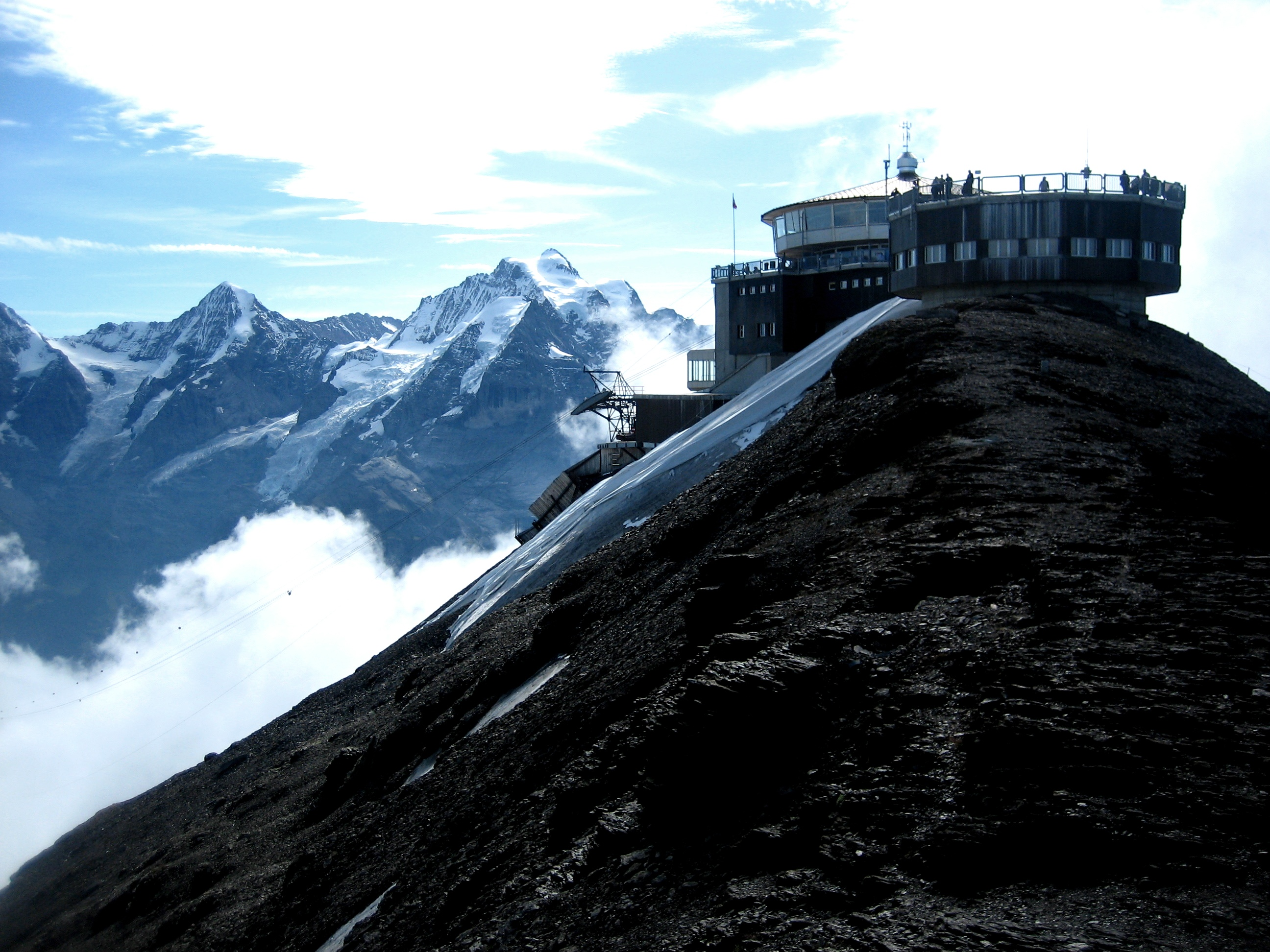
Schilthorn
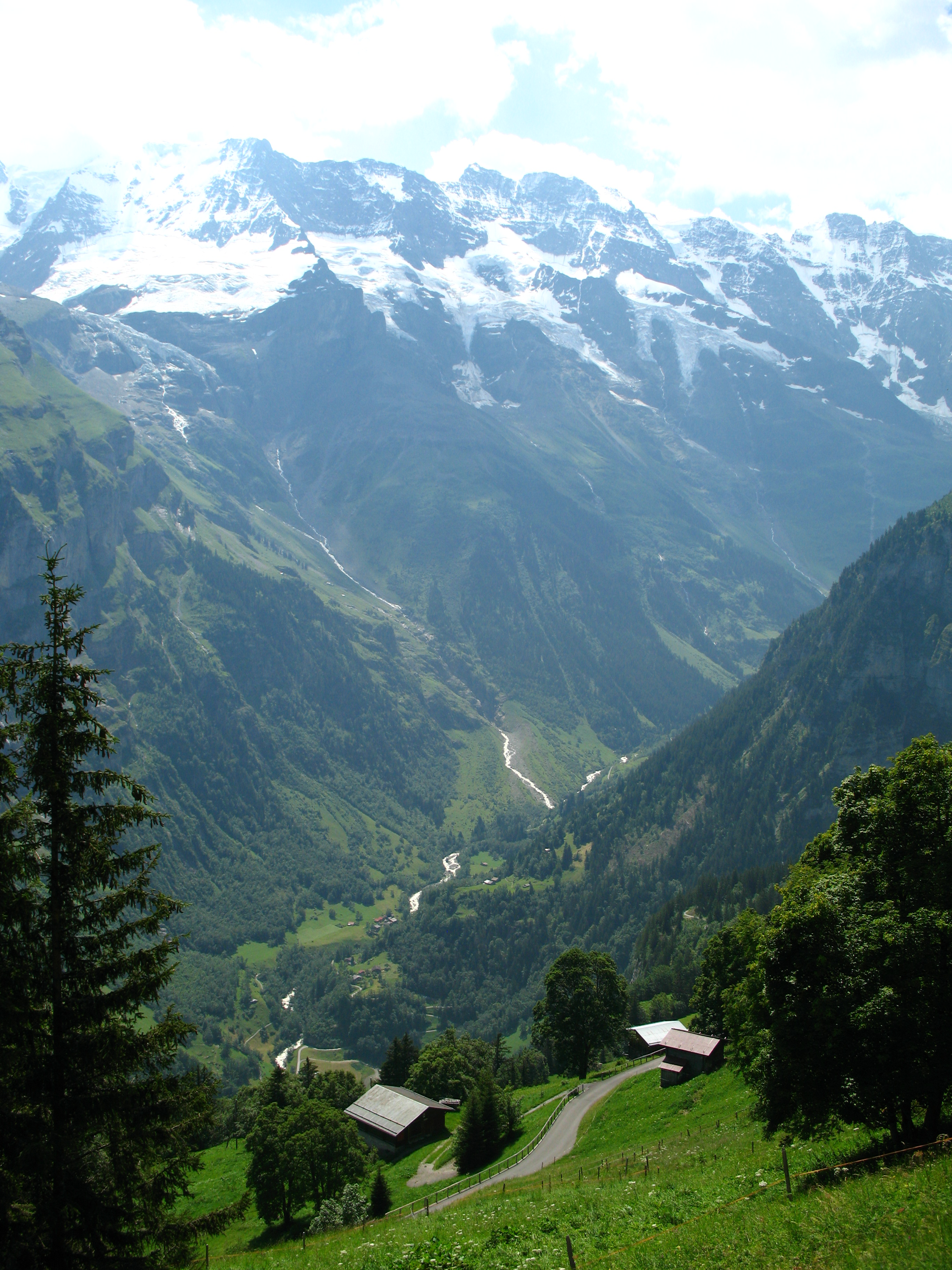
Droga z Mürren do Gimmelwald
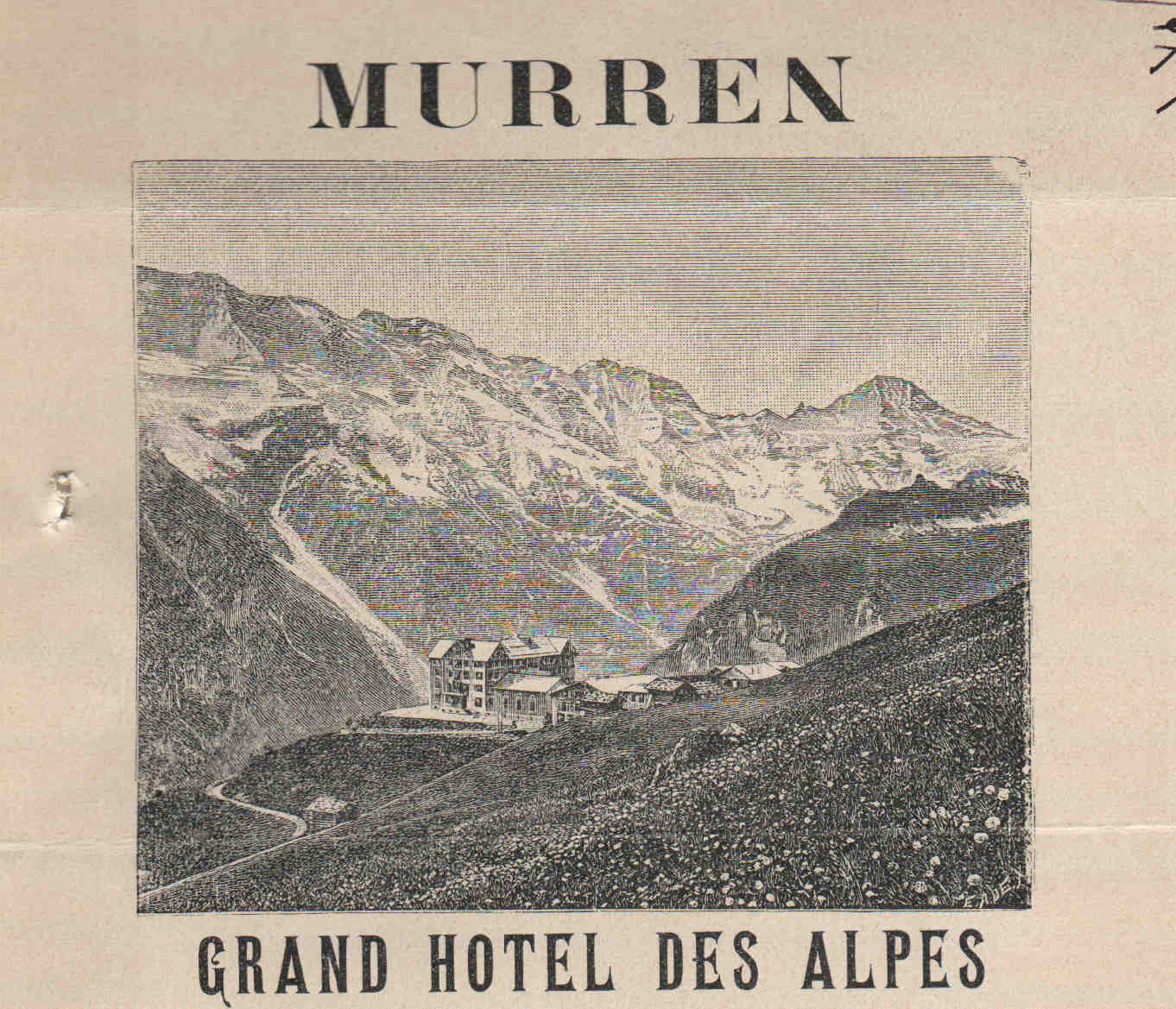
Hotel „Grand” w Mürren, 1902 (ze zbiorów Archiwum Państwowego w Poznaniu)